# Friends Turbo
A Friends Turbo a német Scooter együttes 2011-ben megjelent kislemeze, az első a "The Big Mash Up" című albumukról. Maga a dal egy korábbi Scooter-szám, a Friends modernizált változata, mely promóciós céllal, a holland "New Kids Turbo" című film népszerűsítése érdekében készült. A Scooter 399 nap után adott ki új kislemezt, ezzel negatív rekordot beállítva.
Eredetileg egy dupla A-oldalas kislemez keretein belül jött volna ki, a "The Only One" című számmal, mivel ezt a dalt felkérésre készítették el. A New Kids nevű holland komikuscsapat saját filmjét, a New Kids Turbo-t reklámozta a kilencvenes évek legendájával, Paul Elstak-kal Hollandiában, és a német promócióhoz a Scootert kérték fel, ennek apropóján született a szám. Végül azonban dupla A-oldal helyett egy kétszámos kislemezen jelent meg.

## Számok listája
1. Friends Turbo (Movie Version) (3:20)
2. Friends Turbo (3:19)
3. Friends Turbo (The Drum 'n Bass Mix) (4:02)

A "Movie Version" -ben a film főszereplői részéről hallható bekiabálások lettek bevágva. A "The Drum 'n Bass Mix" kizárólag azoknak járt, akik az internetről töltötték le a kislemezt, azaz CD-formátumban ezúttal is kétszámos volt.

## Közreműködtek
- H.P. Baxxter a.k.a. Vicious Dave (szöveg)
- Rick J. Jordan, Michael Simon (zene)
- Ferris Bueller (társszerző)
- Jens Thele (menedzser)
- Martin Weiland (albumborító)

## Más változatok
Valamennyi változat felkerült a "The Big Mash Up (20 Years of Hardcore Expanded Edition)" című 2013-as kiadványra., valamint a "20 Years of Hardcore" és a "100% Scooter - 25 Years Wild & Wicked" című válogatáslemezekre is feltették a "Movie Version"-t.
Koncerteken alkalmanként játsszák, például a "Friends" helyett ezt játszották 2013-as hamburgi koncertjükön, amikor a TOP10-es kislemezeiket mutatták be újra.

## Videoklip
A klip félig-meddig a "New Kids Turbo" című film promóciója, azaz a filmből vett jelenetek láthatóak. Néhány ponton parodizálja is a korábbi Scooter-klipeket, a tagok ugyanis ugyanabba a ruhába vannak beöltöztetve, mint a "How Much Is The Fish?" klipjében, az autóban ülős jelenet pedig az "I'm Your Pusher" című klipre reflektál. Új jelenet a New Kids tagjai közül csak egyikükkel, Gerrie-vel került rögzítésre, azaz a másik négy tag csak a filmből bevágott jelenetekben szerepel.
A klip elején a Scooter tagjai megérkeznek Maaskantje városkájába, ahol egy benzinkút előtt Gerrie elgázolja H.P.-t., majd később velük tart.